# اوبشتادت
اوبشتادت (به آلمانی: Aubstadt) یک شهر در آلمان است که در رن-گرابفلد واقع شده‌است. اوبشتادت ۷۷۱ نفر جمعیت دارد.